# Biguglia
Biguglia is een gemeente in het Franse departement Haute-Corse (regio Corsica). De plaats maakt deel uit van het arrondissement Bastia. De gemeente telde 7.638 inwoners op 1 januari 2022.

## Geschiedenis
Voor Biguglia liep de Romeinse heerbaan tussen Nebbio en Mariana (Lucciana).
De plaats werd gebouwd op een rots boven de kustvlakte en de lagune. Daar werd een castrum gebouwd waar de bevolking bij onrust kon schuilen. De heren van Biguglia erkenden de heerschappij van Pisa. De plaats kreeg een kerk gewijd aan de heilige Andreas en later een klooster en een hospitaal. Graaf Vincentello d'Istria maakte in het begin van de 15e eeuw van Biguglia zijn hoofdstad. Hij streed namens de koning van Aragon tegen de Genuezen op Corsica. De Genuezen slaagden erin Vincentello d'Istria gevangen te nemen en ze executeerde hem in 1432. Ze maakten van Bastia hun hoofdstad en het kasteel van Biguglia werd ontmanteld in 1489.
In de Nieuwe Tijd ontwikkelde de plaats zich in de kustvlakte en was er een belangrijke vissershaven op de lagune. Dit zorgde voor welvaart in de 18e eeuw en de begoede families bouwden elegante huizen.

## Geografie
De oppervlakte van Biguglia bedroeg op 1 januari 2022 22,27 vierkante kilometer; de bevolkingsdichtheid was toen 343 inwoners per km².
Achter de kustlijn ligt het lagunemeer Étang de Biguglia (1450 ha). In het meer ligt het (schier)eiland Île San Damiano. De rivier Bevinco stroomt door de gemeente en mondt uit in het meer. Verder stromen de beken Bonmartino en Melo door de gemeente.
De onderstaande kaart toont de ligging van Biguglia met de belangrijkste infrastructuur en aangrenzende gemeenten.

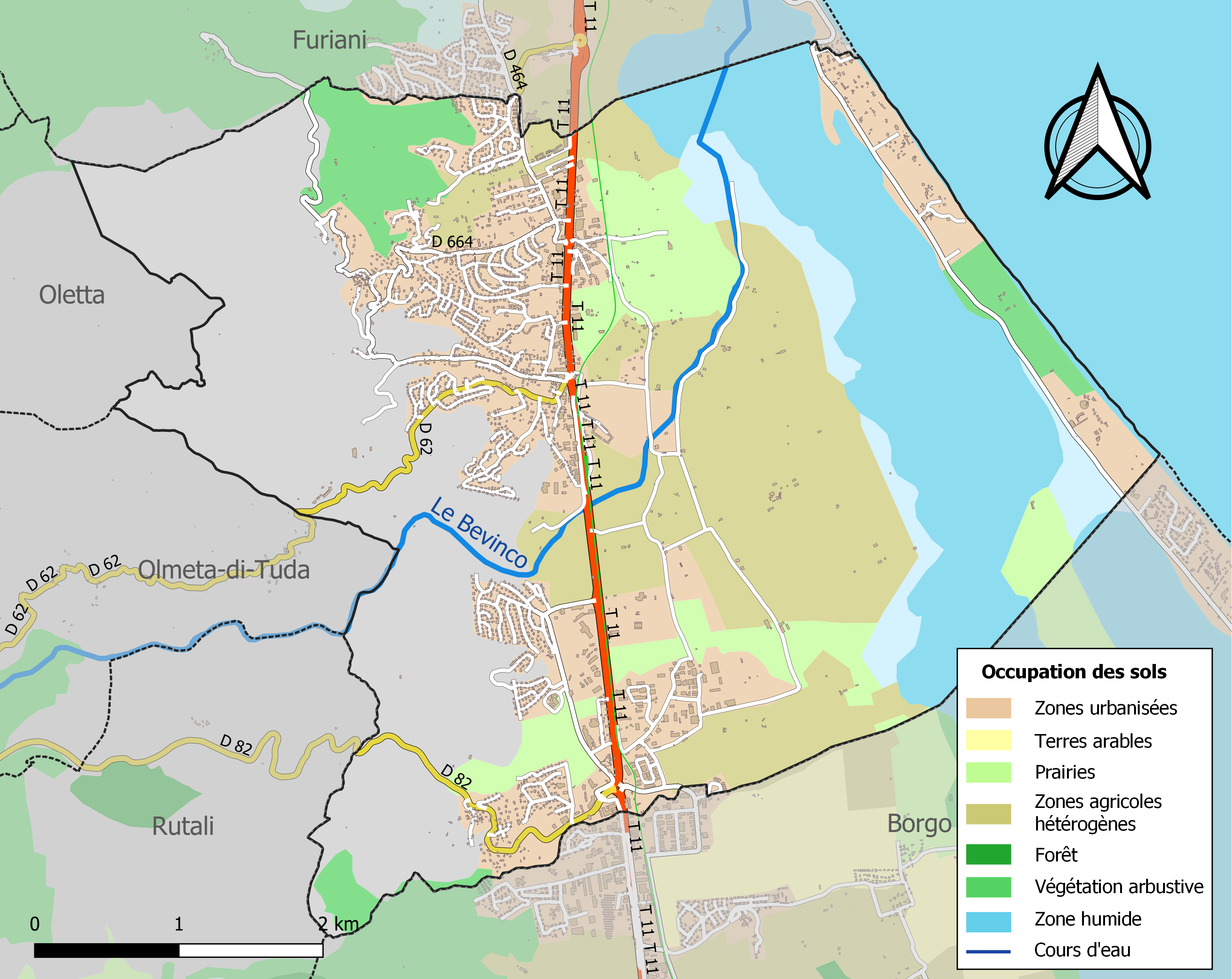

## Demografie
Onderstaande figuur toont het verloop van het inwonertal (bron: INSEE-tellingen).

Vanwege een beveiligingsprobleem met de MediaWiki Graph-software is het momenteel niet mogelijk deze grafiek weer te geven. Zodra de software is bijgewerkt zal de grafiek vanzelf weer zichtbaar worden.